# Praia do Saquinho

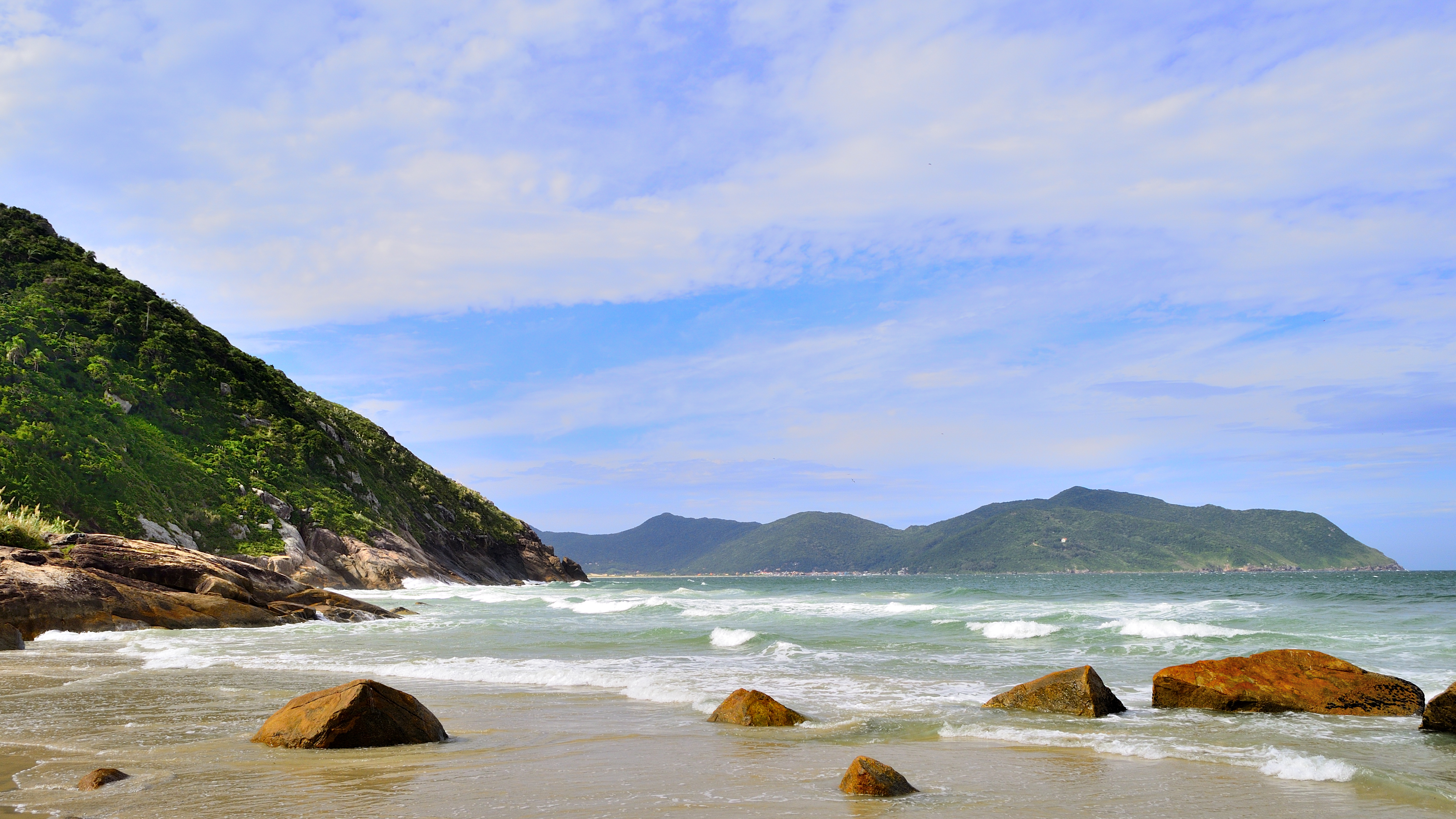

A Praia do Saquinho é uma praia pequena, de areia branca, águas claras e mar agitado. A praia tem 75 m de extensão e está entre as praias da Solidão e de Naufragados. Está localizada no extremo sul da face oceânica da ilha de Florianópolis, em Santa Catarina, com acesso por vinte minutos de trilha asfaltada, a Trilha do Saquinho, a partir da Praia da Solidão.